# 新潮烹調
新潮烹調（法語：nouvelle cuisine，發音：[nuvɛl kɥizin] ⓘ）是1973年法式料理評論戈和米約提出來烹飪新運動，改變了半世紀以來的法式料理。

## 歷史沿革
過去的法國烹飪經典手法，是近兩世紀傳統的法式料理，但是複雜的料理和高昂的成本，再加上使用醃製或是濃稠醬汁，往往使得食物失去了原本的風味。戈和米約的亨利·戈、克里斯蒂安·米約到里昂保羅·博古斯的L'Auberge du Pont de Collonges餐廳，品嚐到四季豆沙拉的時候，發現只用了簡單的料理方式，就可以吃到食物原來的味道，這種經驗令亨利·戈、克里斯蒂安·米約過去的飲食口感相去甚遠，保羅·博古斯建議他們再去羅阿訥找特魯瓦格羅兄弟餐廳，竟然也發現有類似的料理風格，這激起戈和米約的追求慾望，想要挖掘出更多相同理念的廚師。

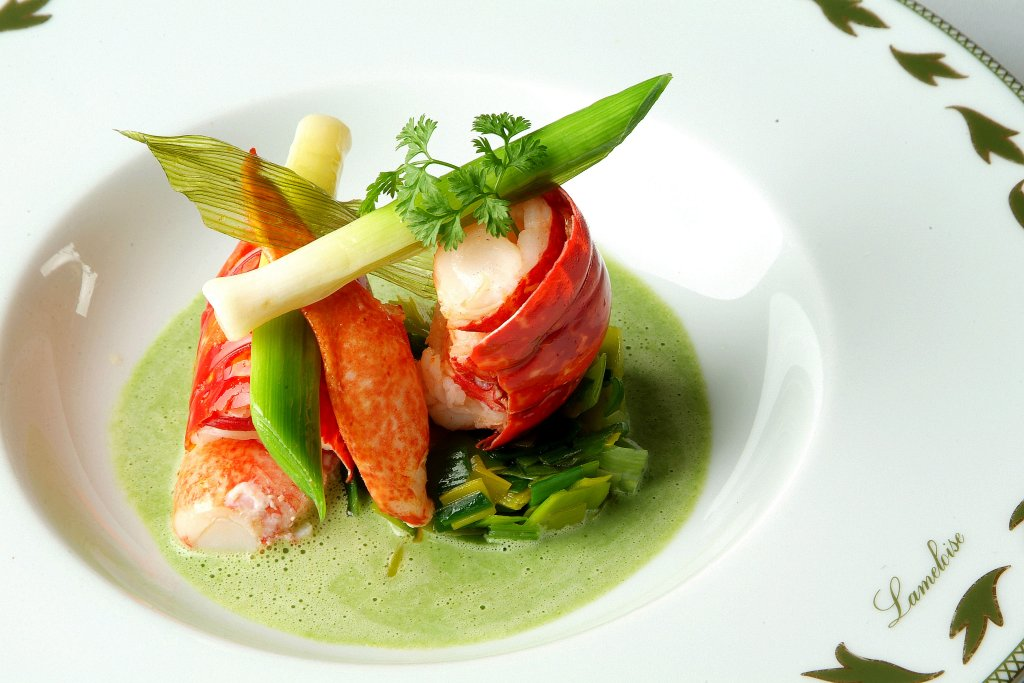
新潮烹調精神下所煮的龍蝦料理

他們追尋的過程當中，發現好幾位都是名廚費爾南·普安的門生，包括：保羅·博古斯、特魯瓦格羅兄弟餐廳、米歇爾·蓋拉爾、阿蘭·查佩爾、罗歇·韦尔热、阿兰·桑德朗、雅克·马尼埃等廚師，因此他們在1973年10月號的戈和米約雜誌，以新潮烹調（Nouvelle cuisine）為主題，震撼了整個法國的廚師。而且他們還立下了「新美食十誡」：
- 不能過度料理，必須保留食材的原味
- 應該使用新鮮、優質的產品
- 去掉過時的濃稠醬汁
- 把複雜料理的菜單改掉，以簡單料理的菜單取而代之
- 避免泡菜、醃製野味、發酵食品
- 尋找新技術能給你帶來什麼，即使是微波爐也可以
- 不能忽視營養學
- 使用在地的優質食材
- 保有對料理忠實的陳述
- 要有創新的烹飪精神